# Brownanthus schenckii
Brownanthus schenckii là một loài thực vật có hoa trong họ Phiên hạnh. Loài này được (Schinz) Schwantes mô tả khoa học đầu tiên năm 1927.